# Platystele paraensis
Platystele paraensis är en orkidéart som beskrevs av Marcos Antonio Campacci och J.B.F.Silva. Platystele paraensis ingår i släktet Platystele och familjen orkidéer. Inga underarter finns listade i Catalogue of Life.